# Isaac Gosschalk

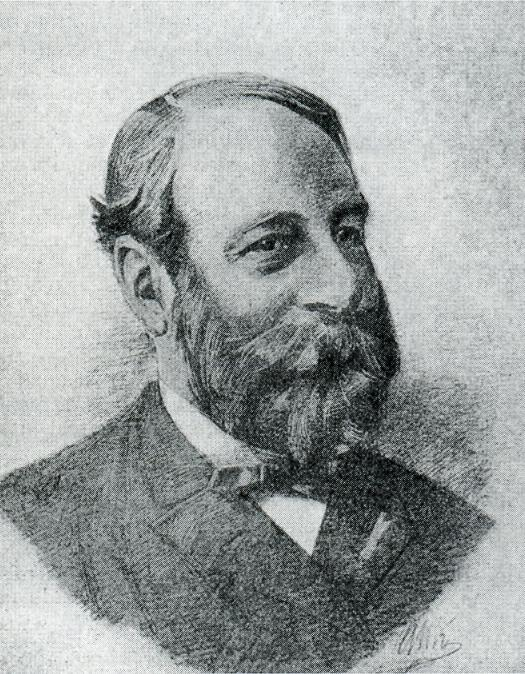
Isaac Gosschalk

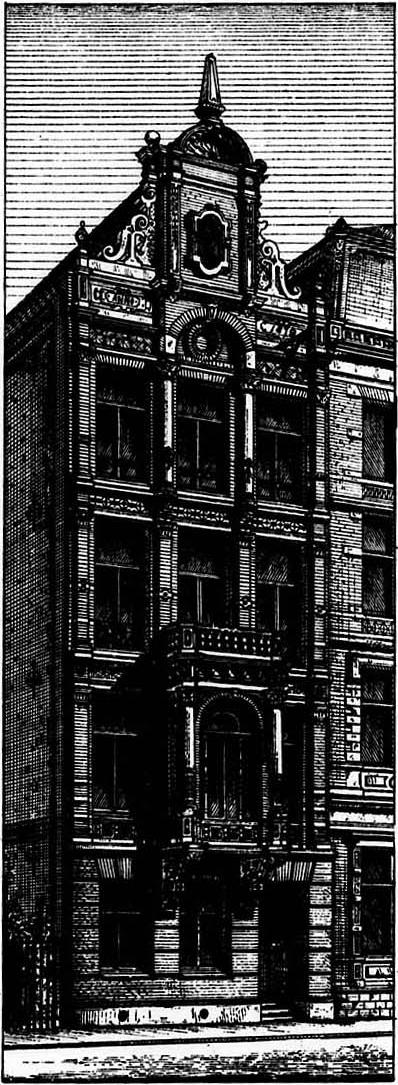
Woonhuis, Plantage Middenlaan, Amsterdam.

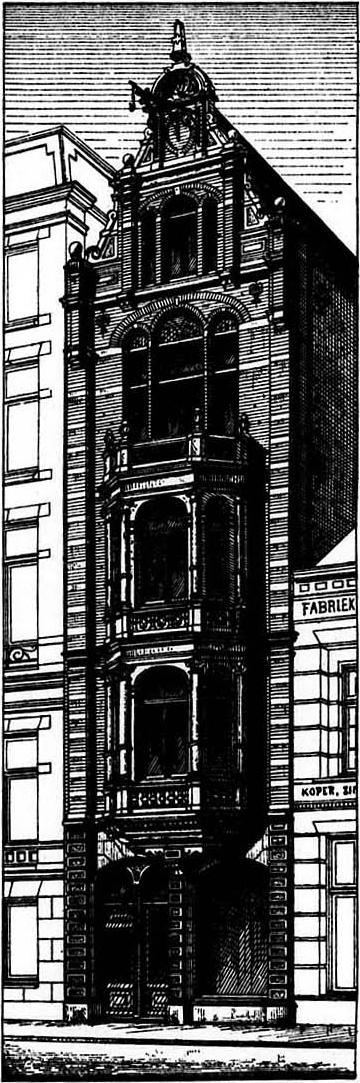
Woonhuis, Stadhouderskade, Amsterdam.

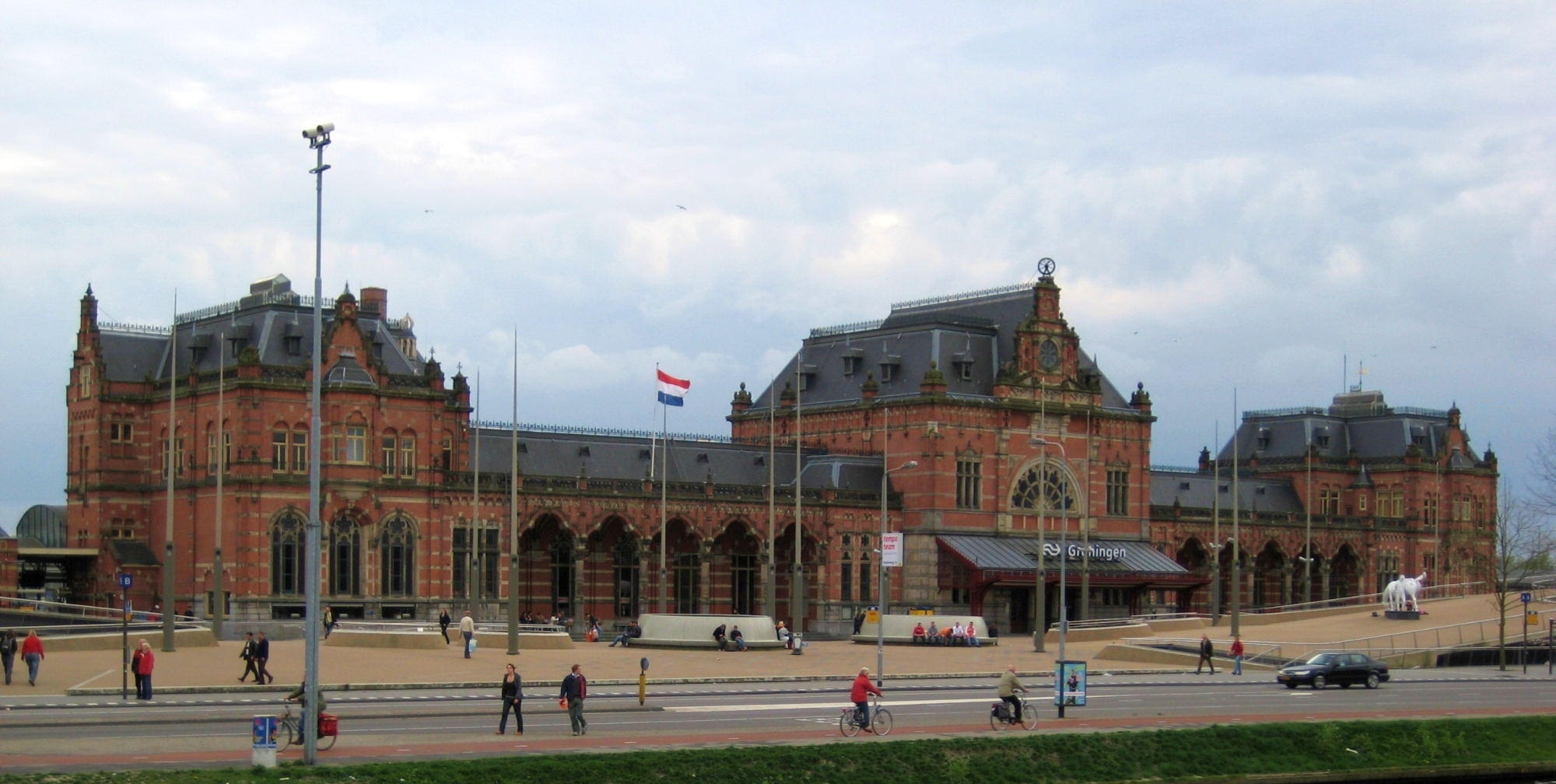
Hoofdstation Groningen

Izak (Isaac) Gosschalk (Amsterdam, 18 april 1838 – Brussel, 10 oktober 1907) was een Nederlands architect en ingenieur, voorzitter van de afdeling Amsterdam van de Maatschappij tot Bevordering der Bouwkunst en gemeenteraadslid te Amsterdam.
Hij was erelid van onder meer de Maatschappij tot Bevordering der Bouwkunst, het Genootschap Architectura et Amicitia en het Koninklijk Oudheidkundig Genootschap. Als vroegste propagandist van de herleving van de architectuur uit de periode 1560-1630 geldt hij als een van de meest invloedrijke architecten uit het laatste kwart van de negentiende eeuw.

## Beknopte biografie
Izak Gosschalk werd geboren in een huis aan de Amsterdamse Nieuwe Herengracht als zoon van een joodse arts. Tussen 1855 en 1862 ontving hij zijn opleiding in Delft, München en Zürich. Aan de Eidgenössisches Polytechnikum volgde hij colleges bij de internationaal bekende architect Gottfried Semper, bekend van onder meer de Semperoper in Dresden. Van 1875 tot haar opheffing op 21 februari 1879 was hij lid van het College van Rijksadviseurs voor de Monumenten van Geschiedenis en Kunst. Hieruit vloeiden verschillende restauratieopdrachten voort, onder meer de Waterpoort in Sneek, de stadhuizen van Heusden en Gouda en het koor van de Bovenkerk in Kampen. Gosschalk was medewerker van talloze kranten en tijdschriften. Tussen 1875 en 1887 was hij gemeenteraadslid in Amsterdam. Hij viel, behalve door zijn progressief-liberale standpunten, op als zeer begaafd spreker die, tegen de stroom in, de belangen van architectuur en stedenbouw verdedigde. Hij raakte echter in opspraak door een vermeende verstrengeling van belangen als gemeenteraadslid en architect van de Amsterdamse gasfabrieken, waardoor hij na 1883 in de hoofdstad vrijwel geen opdrachten meer kreeg. Begin jaren 90 werd hij gerehabiliteerd; hij werd gevraagd als voorzitter van diverse commissies ter verbetering van de positie van de arbeider, met daarin onder anderen ook Berlage en Van der Pek. Na de voltooiing van het station van Groningen trok hij zich terug. Van 1895 tot aan zijn dood in 1907 woonde hij in Brussel, waar hij als parlementair journalist verslag deed van de Belgische politiek.

## Wetenswaardigheden
- In het Amsterdamse stadsdeel West, op het terrein van de Westergasfabriek, is de Gosschalklaan naar hem vernoemd.
- Het Frederik Hendrikplantsoen in Amsterdam-West gaat terug op een stedenbouwkundig plan van Gosschalk (1874).
- Vanwege zijn voorliefde voor de neorenaissance werd Gosschalk door vakgenoten de "Hendrick de Keyser" van de 19e eeuw genoemd.[2]

## Bekende werken
- 1870-1872 & 1885-1888 Amsterdam: verbouwing Die Port van Cleve
- 1883-1885 Amsterdam: Westergasfabriek, Haarlemmerweg 8-10
- 1885-1887 Amsterdam: Oostergasfabriek
- 1893-1896 Groningen: Hoofdstation, Stationsplein 3
- 1867-1874 Amsterdam: Heineken Brouwerij, Stadhouderskade 78 (gesloopt)
- 1882-1884 Amsterdam: Nederlands-Israelitisch Ziekenhuis, Nieuwe Keizersgracht 104-110 (gesloopt)
- 1878-1880 Amsterdam: Panoramagebouw, Plantage Middenlaan 50 (gesloopt)

## Minder bekende werken
- 1864 Amsterdam: Foto-atelier, Herengracht 132
- 1879 Amsterdam: Reguliersgracht 57-59
- 1882 Amsterdam: Reguliersgracht 63
- 1880 Amsterdam: Talmud Thora, Plantage Middenlaan 31
- 1883-1884 Zwolle: Villa, Burgemeester Van Royensingel 6
- 1886-1889 Hilversum: Villa, 's Gravelandseweg 55
- 1879-1880 Amsterdam: Woonhuis, Kloveniersburgwal 137-139
- 1875-1876 Amsterdam: Woonhuis/Bedrijfsruimte, Singel 312
- 1875-1876 Hilversum: Villa Buen Retiro, Trompenbergerweg 6

## Publicatie
- I. Gosschalk (1867) ‘Bij het gebouw voor kantoren, Singel X 18, te Amsterdam’, Bouwkundige Bijdragen, 15e deel, pp. 345-354. Zie [dode link], [dode link], [dode link], [dode link] en [dode link].

- I. Gosschalk (1874) 'Plan tot uitbreiding der stad (Amsterdam) in den omtrek der Zaag- en Willemspoorten, voornamelijk met het oog op een ontruiming der kelderwoningen; met een toelichting door I. Gosschalk, uitgave Gebroeders Binger, Amsterdam (23 pagina's, grote uitslaande, gekleurde kaart)